# Taiping Island Airport
Taiping Island Airport är en flygplats i Taiwan.